# NGC 260
NGC 260 es una galaxia espiral (Sc/P) localizada en la dirección de la constelación de Andrómeda. Posee una declinación de +27° 41' 31" y una ascensión recta de 0 horas, 48 minutos y 34,9 segundos.
La galaxia NGC 260 fue descubierta el 27 de agosto de 1865 por Heinrich Louis d'Arrest.